# Harper’s Magazine
«Ха́рперс Мэ́гэзин» (англ. Harper's Magazine) — американский ежемесячный журнал о литературе, политике, культуре, экономике и искусстве. Издаётся с 1850 года и является вторым старейшим журналом США после Scientific American. Общий тираж составляет 220 тысяч экземпляров. С марта 2016 года главным редактором журнала является Джеймс Маркус, сменивший на этом посту Кристофера Кокса, уволенного после трёх месяцев работы. «Харперс Мэгэзин» неоднократно награждался различными премиями.

## История
История журнала берёт начало в июне 1850 года, когда издательским домом Харпер, известным также по журналу мод Harper’s Bazaar, было объявлено о старте Harper’s New Monthly Magazine. Позже, тем не менее, владельцем стала компания HarperCollins. Самый первый тираж составил 7500 экземпляров, и все они разошлись практически мгновенно — уже через полгода ежемесячно печаталось 50 тысяч выпусков. По сути первые выпуски просто дублировали материал, ранее опубликованный в Англии, но вскоре в штате журнала стали появляться местные талантливые художники и писатели, стали печататься оригинальные статьи о политике, в основном с либеральным уклоном, рассказы, романы и эссе.
В 1962 году владельцы журнала поглотили компанию Row, Peterson & Company и стали называться Harper & Row, через три года ими была начата программа по существенному расширению, присоединилось отделение в Миннеаполисе, управляемое конторой Cowles Media Company. В 1970 году была опубликована скандальная статья Сеймура Херша о массовом убийстве в Сонгми, совершённом американскими солдатами во время Вьетнамской войны. Важную роль в истории журнала сыграл Льюис Лафам, который занимал пост главного редактора в 1976—1981 и 1983—2006 годах, под его началом печатались произведения многих известных писателей, таких, например, как Джон Апдайк и Джордж Сандорс.
С апреля 2006 года на официальном сайте журнала ведётся интересный блог, в котором репортёр Кен Сильверштейн рассказывает о коррупции в американской власти.

## Известные сотрудники
- Хорас Грили
- Теодор Драйзер
- Джек Лондон
- Джордж Уорд Николс
- Фредерик Ремингтон
- Марк Твен
- Роберт Фрост
- Аарон Хьюи
- Ирвинг Рамзи Уайлз
- Оуэн Уистер